# Tauala australiensis
Tauala australiensis là một loài nhện trong họ Salticidae.
Loài này thuộc chi Tauala. Tauala australiensis được Fred R. Wanless miêu tả năm 1988.